# Либан (планина)
Либан планина (арап. جبل لبنان, Јабал Лубнан) је планински венац који се протеже од северног Либана око 160 км паралелно са обалом Средоземног мора, прелазећи практично целу националну територију на југозападу. Планине су дале име Либану, чије се становништво овде штитило од напредовања непријатеља са истока. Планине су служиле посебно као уточиште за верске заједнице као што су Друзи, Алавити и бројне хришћанске заједнице.

## Географија
Највиши врх је планина Курнат ас Сауда („Црни рог“) са висином од 3088 метара, која се уздиже југоисточно од Триполија. Зими (од новембра до априла) планински врхови су прекривени снегом. Они могу бити порекло имена, јер лабан на арамејском значи „бело“. Планински масив је на северу омеђен реком ал-Нахр ал-Кабир ('велика река') и са планина Нусирјах у Сирији. На југу, река Ал-Касимјах чини баријеру. Укупна дужина планинског венца је 169 км. Ширина варира - на северу код Триполија широка је 56,5 км; на југу ширина је 9,5 км. Џабал Санин, који се налази источно од Бејрута, друга је највиша планина са 2628 метара. Јужно подножје планина се зове Коуф.
На истоку, паралелно са планином Либан, налази се планински венац Антилибан. Обе планине раздваја Долина Бека. На западу планине од мора одваја узак приобални појас углавном мањи од 5 км и ширине највише 6,5 км. Планине Либана су углавном састављене од кречњака који показује карстификовање. То је резултирало бројним пећинама као што је пећина Џеита Грото.
Планине су некада биле – према најстаријим писаним изворима око 2600. године п. до 2. века п. н. е. познат у римско доба – покривен храстовом и боровом шумом. До данас постоје (веома мали) остаци старог либанског кедра (Кедрус либани). Феничани су користили шуме планине Либан за своју бродоградњу и трговали дрветом широм Леванта. Од 1864. до стварања модерне Републике Либан, велика област планине Либан била је полуаутономна покрајина Османско царство.